# Olivet (Michigan)
Olivet ist eine City im Eaton County im amerikanischen Bundesstaat Michigan. Das U.S. Census Bureau hat bei der Volkszählung 2020 eine Einwohnerzahl von 1517 ermittelt.

## Geschichte
Olivet entstand im Jahr 1844, als Pfarrer John J. Shipherd das Olivet College gründete. Der Ort erhielt seinen Namen nach dem Ölberg. 1865 erhielt Olivet eine Charta als Village, die Inkorporation als City erfolgte 1958.
Der Historiker Golo Mann unterrichtete hier vom Herbst 1942 an bis zum Sommer 1943 Geschichte.

## Geographie
Olivet liegt überwiegend am westlichen Ufer des Indian Creek, abseits der einige Kilometer weiter nordwestlich verlaufenden Interstate 69. Nach den Angaben des United States Census Bureaus hat die Stadt eine Gesamtfläche von 2,6 km², ohne nennenswerte Gewässerflächen. Die Main Street des Ortes ist eine frühere Trasse des U.S. Highway 27.

## Demographie
Zum Zeitpunkt des United States Census 2000 bewohnten Olivet 1758 Personen. Die Bevölkerungsdichte betrug 672,0 Personen pro km². Es gab 488 Wohneinheiten, durchschnittlich 186,6 pro km². Die Bevölkerung Olivets bestand zu 84,30 % aus Weißen, 9,61 % Schwarzen oder African American, 1,65 % Native American, 1,65 % Asian, 0,06 % Pacific Islander, 1,76 % gaben an, anderen Rassen anzugehören und 0,97 % nannten zwei oder mehr Rassen. 2,10 % der Bevölkerung erklärten, Hispanos oder Latinos jeglicher Rasse zu sein.
Die Bewohner Olivets verteilten sich auf 474 Haushalte, von denen in 39,2 % Kinder unter 18 Jahren lebten. 40,1 % der Haushalte stellten Verheiratete, 16,9 % hatten einen weiblichen Haushaltsvorstand ohne Ehemann und 38,0 % bildeten keine Familien. 28,1 % der Haushalte bestanden aus Einzelpersonen und in 6,5 % aller Haushalte lebte jemand im Alter von 65 Jahren oder mehr alleine. Die durchschnittliche Haushaltsgröße betrug 2,58 und die durchschnittliche Familiengröße 3,20 Personen.
Die Bevölkerung verteilte sich auf 22,0 % Minderjährige, 41,5 % 18–24-Jährige, 20,3 % 25–44-Jährige, 11,8 % 45–64-Jährige und 4,5 % im Alter von 65 Jahren oder mehr. Der Median des Alters betrug 22 Jahre. Auf jeweils 100 Frauen entfielen 102,1 Männer. Bei den über 18-Jährigen entfielen auf 100 Frauen 104,5 Männer.
Das mittlere Haushaltseinkommen in Olivet betrug 34.474 US-Dollar und das mittlere Familieneinkommen erreichte die Höhe von 40.781 US-Dollar. Das Durchschnittseinkommen der Männer betrug 30.602 US-Dollar, gegenüber 19.904 US-Dollar bei den Frauen. Das Pro-Kopf-Einkommen belief sich auf 11.682 US-Dollar. 10,7 % der Bevölkerung und 8,0 % der Familien hatten ein Einkommen unterhalb der Armutsgrenze, davon waren 10,2 % der Minderjährigen und 5,7 % der Altersgruppe 65 Jahre und mehr betroffen.

## Bildung
Olivet verfügt über die Olivet Highschool, eine Middle School und die Fern Persons Elementary School.
Die spätere Priesterin und Suffragette Augusta Jane Chapin begann 1852 ihr Studium am Olivet Collage. Auch
William W. Blackney, der dem Repräsentantenhaus der Vereinigten Staaten in acht Legislaturperioden angehörte, besuchte diese Schule.

## Belege
1. ↑  cityofolivet.org. (abgerufen am 28. Dezember 2024).
2. ↑  US Census Bureau: Search Results Total Population in Olivet city, Michigan. Abgerufen am 5. Januar 2024 (amerikanisches Englisch).
3. ↑  Welcome To The City of Olivet. City of Olivet, abgerufen am 19. Juni 2011 (englisch).
4. ↑  Klaus W. Jonas, Holger R. Stunz, Schweizerisches Literaturarchiv: Golo Mann: Leben und Werk : Chronik und Bibliographie (1929-2004). 2. Auflage. Otto Harrassowitz Verlag, 204, ISBN 978-3-447-05053-1, S. 42 (google.de).
5. ↑  Dorothy May Emerson, June Edwards, Helene Knox: Standing before us: Unitarian Universalist women and social reform, 1776-1936. Unitarian Universalist Association of Congregations, 2000, ISBN 978-1-55896-380-1, Augusta Jane Chapin, S. 438 (google.de).
6. ↑  Caryn Hannan: Michigan Biographical Dictionary. 1. Band: A-I. North American Book Dist LLC, 1998, ISBN 978-0-403-09801-9 (google.de).